# Куйлютау
Куйлютау (на киргизки: Көөлү кырка тоосу; на руски: Куйлютау) е планински хребет в централната част на Вътрешен Тяншан, разположен на територията на Киргизстан (Исъккулска област). Дължина 52 km. Простира се между горното течение на река Сариджаз (от басейна на Тарим) на изток и десните ѝ притоци Куйлю (Кьоолюу) на север и Учкьол на юг. На северозапад чрез прохода Куйлю (4246 m) се свързва с хребета Терскей Алатау. Максимална височина връх Конституция 5285 m, (42°02′10″ с. ш. 78°54′29″ и. д. / 42.036111° с. ш. 78.908056° и. д.). Изграден е от метаморфни шисти, варовици и гранити. Има много ледници и фирнови полета с обща площ 216,2 km². Извън тях по склоновете му господстват скали и сипеи, планинско-тундрови и планинско-ливадни ландшафти. В дълбоките дефилета по северният му склон се срещат участъци със смърчови гори.

## Топографска карта
- К-44-А М 1:500000[2]
- К-44-В М 1:500000[3]